# Kiska (Lääneranna)
Koordinaten: 58° 34′ N, 23° 47′ O
Kiska ist ein Dorf (estnisch küla) in der Landgemeinde Lääneranna im Kreis Pärnu (bis 2017: Landgemeinde Hanila im Kreis Lääne) in Estland.

## Einwohnerschaft und Lage
Der Ort hat acht Einwohner (Stand 31. Dezember 2011).

## Geschichte
Während des Mittelalters gehörte das Dorf zum Nonnenkloster von Lihula. 1773 wurde das örtliche Gut als eigenständige Einheit geschaffen. Später wurde es zum Beigut von Vatla.
Das zurückhaltende, eingeschossige Herrenhaus wurde Ende des 18. oder Anfang des 19. Jahrhunderts errichtet. Heute finden sich nur noch Ruinen. Auch die Nebengebäude sind nicht mehr erhalten.